# Droga wojewódzka nr 451
Droga wojewódzka nr 451 (DW451) – droga wojewódzka o długości 33 km w południowo-zachodniej części Polski na Dolnym Śląsku i Opolszczyźnie. Przebiega przez powiaty: oleśnicki i namysłowski. Łączy drogę ekspresową S8 (E67) pod Oleśnicą z drogą krajową nr 39 w Namysłowie.

## Historia numeracji
Na przestrzeni lat trasa posiadała różne oznaczenia i kategorie:

| Numer | Kategoria                                                               | Przebieg                                      | Lata obowiązywania | Źródło | Uwagi |
| --- | ----------------------------------------------------------------------- | --------------------------------------------- | ------------------ | --- | --- |
| Do 1945 roku trasa znajdowała się poza terytorium Polski. Nieznana numeracja w latach 1945 – 1952. |                                                                         |                                               |                    | | |
| ? | droga państwowa / droga drugorzędna                                     | Oleśnica – Bierutów – Namysłów                | 1952 – 1970        | - Mapa samochodowa Polski, Warszawa: Państwowe Przedsiębiorstwo Wydawnictw Kartograficznych, 1956. Brak numerów stron w książce - Atlas samochodowy Polski. Warszawa: Państwowe Przedsiębiorstwo Wydawnictw Kartograficznych, 1958, s. 93, 96. - Mapa samochodowa Polski 1:1 000 , Warszawa: Państwowe Przedsiębiorstwo Wydawnictw Kartograficznych, 1962. Brak numerów stron w książce - Atlas samochodowy Polski 1:500 000. Wyd. IV. Warszawa: Państwowe Przedsiębiorstwo Wydawnictw Kartograficznych, 1965, s. 93, 96. | - brak danych na temat numeracji - kategoria na podstawie materiałów źródłowych: • wg mapy z 1956 roku i atlasu z 1958 r. „szosa główna” • na mapie z 1962 roku i atlasie z 1965 r. na całej długości jako „szosa drugorzędna”                                                     |
| h17 | • droga państwowa IV klasy: do 1985 r. • droga krajowa: od 1 X 1985     | Oleśnica – Solniki Wlk. – Bierutów – Namysłów | 1970 – 1986 (?)    | Województwo wrocławskie: sieć dróg państwowych 1:300 000, 1970. | • litera h była przypisana do tablic rejestracyjnych z dawnego województwa opolskiego z lat 1950 – 1975 • kategoria na podstawie źródła • mapy i atlasy PPWK nie podają numeracji oraz, w zależności od roku wydania, przedstawiają drogę jako główną lub drugorzędną (po 1980 r.) |
| 451 | • droga krajowa: 1 X 1985 – 31 XII 1998 • droga wojewódzka: od 1 I 1999 | Oleśnica – Bierutów – Namysłów                | od 14 II 1986      | \| Lista źródeł \| \| ---------------------------------------------------------------------------------------------------------------------------------------------------------------------------------------------------------------------------------------------------------------------------------------------------------------------------------------------------------------------------------------------------------------------------------------------------------------------------------------------------------------------------------------------------------------------------------------------------------------------------------------------------------------------------------------------------------------------------------------------------------------------------------------------------------------------------------------------------------------------------------------------------------------------------------------------------------------------------------------------------------------------------------------------------------------------------------------------------------------------------------------------------------------------------------------------------------------------------------------------------------------------------------------------------------------------------------------------------------------------------------------------------------------------------------------------------------------------------------------------------------------------------------------------------------------------------------------------------------------------------------------------------------------------------------------------------------------------------------------------------------------------------------------------------------------------------------------------------------------------------------------------------------------------------------------------------------------------------------------------------------------------------------------------------------------------------------------------------------------------------------------------------------------------------------------------------------------------------------------------- \| \| - Uchwała nr 192 Rady Ministrów z dnia 2 grudnia 1985 r. w sprawie zaliczenia dróg do kategorii dróg krajowych (M.P. z 1986 r. nr 3, poz. 16) - Polska: atlas samochodowy 1:300 000. Wyd. pierwsze. Warszawa: Polskie Przedsiębiorstwo Wydawnictw Kartograficznych, 1992. ISBN 83-7000-080-0. Brak numerów stron w książce - Polska: mapa samochodowa 1:700 000, wyd. 1, Szczecin: Wydawnictwo Kartograficzne KOMPAS, 1996–1997, ISBN 83-904373-2-5. Brak numerów stron w książce - Polska: mapa samochodowa 1:700 000, wyd. II Zmienione i poprawione, Szczecin: Wydawnictwo Kartograficzne KOMPAS, 1997–1998, ISBN 83-904373-3-3. Brak numerów stron w książce - Rozporządzenie Rady Ministrów z dnia 15 grudnia 1998 r. w sprawie ustalenia wykazu dróg krajowych i wojewódzkich (Dz.U. z 1998 r. nr 160, poz. 1071) - Polska: mapa samochodowa z podziałem administracyjnym 1:700 000, wyd. V Zmienione, poprawione i uaktualnione, Szczecin: Wydawnictwo Kartograficzne KOMPAS, 1999–2000, ISBN 83-904373-7-6. Brak numerów stron w książce - POLSKA Atlas drogowy 1:200 000. Mapy Ścienne Beata Piętka, 2000. Brak numerów stron w książce - Polska: autoatlas 1:300 000, Autoatlas opracowano dla potrzeb Polskiego Koncernu Naftowego ORLEN Spółka Akcyjna, Warszawa:: ABW Sp. z o.o., 2001, ISBN 83-915542-0-1. Brak numerów stron w książce - Polska: mapa samochodowa z podziałem administracyjnym 1:700 000, wyd. XII Zmienione, poprawione i uaktualnione, Szczecin: Wydawnictwo Kartograficzne KOMPAS, 2004–2005, ISBN 83-904373-7-6. Brak numerów stron w książce - Polska: mapa samochodowa z podziałem administracyjnym 1:700 000, wyd. XIV Zmienione, poprawione i uaktualnione, Szczecin: Wydawnictwo Kartograficzne KOMPAS, 2005–2006, ISBN 83-904373-7-6. Brak numerów stron w książce - Polska 2016: mapa samochodowa 1:700 000, wyd. XXVII, Dom Wydawniczy PWN, 2016, ISBN 978-83-7705-942-5. Brak numerów stron w książce - Atlas samochodowy Polski 1:200 000 dla profesjonalistów. Wyd. IX. Warszawa: Dom Wydawniczy PWN, 2017. ISBN 978-83-7705-978-4. Brak numerów stron w książce - Polska 2020/2021: mapa samochodowa 1:700 000, Warszawa: Grupa PWN, 2020, ISBN 978-83-65808-36-3. Brak numerów stron w książce \| | • ustawa, na mocy której trasa stała się drogą krajową weszła w życie 1 października 1985 r. • informacje dla ruchu ciężkiego |
| Lista źródeł |                                                                         |                                               |                    | | |
| - Uchwała nr 192 Rady Ministrów z dnia 2 grudnia 1985 r. w sprawie zaliczenia dróg do kategorii dróg krajowych (M.P. z 1986 r. nr 3, poz. 16) - Polska: atlas samochodowy 1:300 000. Wyd. pierwsze. Warszawa: Polskie Przedsiębiorstwo Wydawnictw Kartograficznych, 1992. ISBN 83-7000-080-0. Brak numerów stron w książce - Polska: mapa samochodowa 1:700 000, wyd. 1, Szczecin: Wydawnictwo Kartograficzne KOMPAS, 1996–1997, ISBN 83-904373-2-5. Brak numerów stron w książce - Polska: mapa samochodowa 1:700 000, wyd. II Zmienione i poprawione, Szczecin: Wydawnictwo Kartograficzne KOMPAS, 1997–1998, ISBN 83-904373-3-3. Brak numerów stron w książce - Rozporządzenie Rady Ministrów z dnia 15 grudnia 1998 r. w sprawie ustalenia wykazu dróg krajowych i wojewódzkich (Dz.U. z 1998 r. nr 160, poz. 1071) - Polska: mapa samochodowa z podziałem administracyjnym 1:700 000, wyd. V Zmienione, poprawione i uaktualnione, Szczecin: Wydawnictwo Kartograficzne KOMPAS, 1999–2000, ISBN 83-904373-7-6. Brak numerów stron w książce - POLSKA Atlas drogowy 1:200 000. Mapy Ścienne Beata Piętka, 2000. Brak numerów stron w książce - Polska: autoatlas 1:300 000, Autoatlas opracowano dla potrzeb Polskiego Koncernu Naftowego ORLEN Spółka Akcyjna, Warszawa:: ABW Sp. z o.o., 2001, ISBN 83-915542-0-1. Brak numerów stron w książce - Polska: mapa samochodowa z podziałem administracyjnym 1:700 000, wyd. XII Zmienione, poprawione i uaktualnione, Szczecin: Wydawnictwo Kartograficzne KOMPAS, 2004–2005, ISBN 83-904373-7-6. Brak numerów stron w książce - Polska: mapa samochodowa z podziałem administracyjnym 1:700 000, wyd. XIV Zmienione, poprawione i uaktualnione, Szczecin: Wydawnictwo Kartograficzne KOMPAS, 2005–2006, ISBN 83-904373-7-6. Brak numerów stron w książce - Polska 2016: mapa samochodowa 1:700 000, wyd. XXVII, Dom Wydawniczy PWN, 2016, ISBN 978-83-7705-942-5. Brak numerów stron w książce - Atlas samochodowy Polski 1:200 000 dla profesjonalistów. Wyd. IX. Warszawa: Dom Wydawniczy PWN, 2017. ISBN 978-83-7705-978-4. Brak numerów stron w książce - Polska 2020/2021: mapa samochodowa 1:700 000, Warszawa: Grupa PWN, 2020, ISBN 978-83-65808-36-3. Brak numerów stron w książce |                                                                         |                                               |                    | | |

## Dopuszczalny nacisk na oś
Od 13 marca 2021 roku na drodze dozwolony jest ruch pojazdów o nacisku pojedynczej osi napędowej do 11,5 tony z wyjątkiem określonych miejsc oznaczonych znakiem zakazu B-19.

### Do 13 marca 2021 r.
W latach 2012 – 2021 obowiązywały ograniczenia ruchu ciężkiego – dopuszczalny był ruch pojazdów o nacisku na oś nie przekraczającym 8 ton. Wcześniej na całej długości trasy dozwolony był ruch ciężki o nacisku na oś do 10 ton.

## Miejscowości leżące przy trasie DW451
- Oleśnica (S8 E67, DW340)
- Solniki Wielkie
- Bierutów (DW396)
- Wilków
- Namysłów (DK39)

## Zmiana przebiegu DW 451 i połączenie jej z drogą ekspresową S8 w roku 2021
W lutym 2018 ogłoszony został przetarg na projekt i budowę Wschodniej Obwodnicy Oleśnicy. Za kwotę 26,6 mln zł wygrała go firma Budimex. Prace budowlane rozpoczęły się na przełomie stycznia i lutego 2020r. Po wybudowaniu obwodnicy przebieg DW 451 został zmieniony w taki sposób, iż ciąg trasy wojewódzkiej przeniesiony został z ulic miasta Oleśnica na nowo-wybudowaną drogę, która biegnie od ronda na ulicy Krzywoustego (wschodnia granica miasta), przez rondo komunikujące trasę ze Specjalną Strefą Ekonomiczną, przecinając linię kolejową nr 181, poprzez rondo na ulicy Wileńskiej (wschodnia granica miasta), przecinając dawny pas startowy nieczynnego wojskowego lotniska, poprzez rondo na ulicy Warszawskiej w miejscowości Spalice i poprzez dawną 1,2 - kilometrową droga wojewódzka 373 (odcinek gruntownie przebudowany w trakcie budowy Wschodniej Obwodnicy Oleśnicy i włączony w ciąg DW 451) do węzła Oleśnica Północ drogi ekspresowej S8.